# Dominator van Brescia
Dominator van Brescia († ca. 495) was bisschop van het bisdom Brescia. Hij wordt vaak opgevoerd als veertiende bisschop van Brescia, maar deze telling is onzeker omdat niet te zeggen valt welke vroege bisschoppen van Brescia legendarisch zijn en welke niet. Zijn gedachtenis wordt door de Latijnse en Orthodoxe Kerk gevierd op 5 november.